# Fondazione Antonio Genovesi Salerno
La Fondazione Antonio Genovesi Salerno, costituita con atto pubblico il 18 dicembre 1986 da Vittorio Paravia d'intesa con Confindustria, Intersind (IRI) e Asap (ENI) e da un gruppo di enti ed aziende territoriali e nazionali ha ottenuto, il 23 dicembre 1991, il riconoscimento della personalità giuridica e l'approvazione dello Statuto, con decreto del Ministro dell'Università e della Ricerca Scientifica e Tecnologica, registrato alla Corte dei Conti l'8 giugno 1992, Reg.10 FG. 27 e pubblicato sulla Gazzetta Ufficiale della Repubblica Italiana n. 156 del 4 luglio 1992.
Ha sede in Via G. Pellegrino n.19, 84019 Vietri sul Mare (SA), Codice Fiscale 95017420654, Partita IVA 02429930650, iscritta al n. 708 del Tribunale di Salerno, iscritta al R.E.A. della CCIAA di Salerno al n. 305716.

## Scopi istituzionali
La Fondazione Antonio Genovesi Salerno promuove istituzionalmente, direttamente o in collaborazione con organismi pubblici e privati, lo sviluppo della cultura d'impresa e delle tecniche e abilità manageriali prevalentemente nel Mezzogiorno, attraverso la propria struttura permanente di formazione (SDOA).
Al fine di perseguire tale obiettivo, la Fondazione organizza risorse umane e finanziarie per la realizzazione di attività di studio, ricerca, formazione e assistenza progettuale, integrate in una logica sistemica e finalizzata ad arricchire la dotazione di capitale umano del territorio, affermando i principi, le metodologie e le tecniche avanzate di gestione d'impresa, favorendo l'utilizzo di nuove tecnologie, la formazione di nuova imprenditorialità e di nuova occupazione, nonché contribuendo a migliorare la tutela dell'ambiente, lo sviluppo socioeconomico locale e partecipando alla concertazione ed alla programmazione territoriale.

## Storia
Nel 1987 la Fondazione ha istituito una struttura permanente di formazione, la SDOA –Scuola di Direzione e Organizzazione Aziendale, in seguito ad uno studio di fattibilità elaborato dalla Scuola di Direzione Aziendale (SDA) dell'Università Commerciale “Luigi Bocconi” di Milano. Sempre nello stesso anno ha aderito, in qualità di Socio Ordinario, all'ASFOR (l'Associazione Italiana per la Formazione Manageriale) che raccoglie le più eminenti Scuole di Business Management in Italia. 
Dal 1997 al 2001 prima con la IG S.p.A. e successivamente con Sviluppo Italia S.p.A. ha realizzato progetti di formazione finalizzati alla creazione d'impresa per circa 1.400 aspiranti imprenditori, di questi circa 800 hanno ottenuto il decreto per l'avvio di nuove imprese. Risale al 1998 la Certificazione del proprio Sistema Qualità secondo lo standard UNI EN ISO9001, convertita nel 2001 in ISO 9001:2000, prima istituzione certificata nel centro-sud.
Nel 1999 la Fondazione ha creato un laboratorio di ricerca socio-economica, il L.I.S.I.L. (Laboratorio per l'Innovazione e lo Sviluppo Imprenditoriale Locale). Attraverso la metodologia della ricerca-azione, il L.I.S.I.L. analizza il tessuto socio-economico del territorio al fine di proporre interventi mirati all'innovazione, alla competitività e allo sviluppo locale del sistema territoriale. Nel maggio 2000 la Fondazione ha creato l'I.T.A.T. (Istituto per il Turismo e l'Analisi del Territorio), un laboratorio che analizza servizi sul territorio, pubblica i risultati delle indagini e fornisce risposte adeguate agli operatori, agli enti pubblici ed alle organizzazioni private del settore. 
Nel 2001 il BVQI certifica, secondo il nuovo standard UNI EN ISO 9001:2000 (Vision 2000) il Sistema Qualità della SDOA, ancora una volta prima scuola di cultura d'impresa certificata nel centro-sud. 
Dal 2003 è Test Centre accreditato da AICA (l'Associazione Italiana per l'Informatica ed il Calcolo Automatico) per il rilascio della certificazione ECDL (European Computer Driving Licence).
Negli ultimi anni la Fondazione, nel confrontarsi con la globalizzazione dei processi economici, ha realizzato un programma per lo sviluppo delle relazioni culturali e commerciali con i paesi del Mediterraneo e del Golfo Persico contribuendo sia al processo di integrazione che al sorgere di nuove relazioni economiche. The Intercultural Project è, infatti, un programma formativo concepito per riavvicinare la cultura europea e quella araba e per favorire e promuovere lo scambio interculturale e l'integrazione dei mondi che, attraverso i secoli, si sono reciprocamente arricchiti.
Nel corso di venticinque anni di attività, la Fondazione ha realizzato una varietà di programmi formativi come Master, Professional Master, Corsi di Aggiornamento Professionale, Corsi di Specializzazione, e Seminari nell'ambito della Cultura d'Impresa, grazie ai quali più di 2400 giovani del Mezzogiorno hanno trovato occupazione in aziende nazionali ed internazionali. La Fondazione promuove, inoltre, iniziative sul mercato globale attraverso la conclusione di una serie di accordi internazionali per lo sviluppo di nuovi scenari.

## Organizzazione
Gli Organi della Fondazione sono:
- il Consiglio d'Amministrazione, rappresentativo di soggetti locali e nazionali, pubblici e privati che hanno aderito alla Fondazione in qualità di Membri Fondatori;
- il Presidente è il Grand. Uff. Dott. Vittorio Paravia.
- il Collegio Sindacale è presieduto dal Dott. Alberto De Nigro.
- il Comitato Scientifico è presieduto dal Prof. Giuseppe De Rita, past president del CNEL e Segretario generale del CENSIS.

## Promotori
- Vittorio Paravia d'intesa con:
- Confindustria
- Intersind (IRI)
- Asap (ENI)

## Fondatori
Persone fisiche
- Vittorio Paravia
- Maria Pia Corrado
- Alessandro Paravia
- Benedetta Paravia
- Alberto Paravia

Enti pubblici e privati
- Camera di Commercio di Potenza
- Camera di Commercio di Salerno
- Comune di Mercato San Severino
- Comune di Salerno
- Confindustria Avellino
- Confindustria Potenza
- Confindustria Salerno
- Consorzio Asi Salerno
- Luiss Guido Carli Roma
- Provincia di Salerno

Aziende di Beni e/o Servizi
- Antonio Amato Molini Pastifici Spa Salerno
- AMES S.r.l. Salerno
- ELEA S.p.A. Ivrea (TO)
- FINSERVICE S.r.l. Salerno
- ISVOR FIAT S.p.A. - Torino
- Paravia Elevetors ' Service S.r.l. Polla (SA)
- Pezzullo Molini Pastifici e Mangimifici S.p.A. Eboli (SA)
- Pricewaterhousecoopers S.p a Roma

## Sostenitori
- Ideal Standard S.p.A. Milano
- SDA Bocconi Milano
- Università degli studi della Basilicata
- Università degli studi di Salerno

## Attività
La Fondazione Antonio Genovesi Salerno - SDOA esercita le seguenti attività:
- Progettazione e realizzazione di corsi di alta formazione quali Master, Professional Master, corsi di specializzazione, aggiornamento professionale, corsi di lingua italiana ed inglese, corsi su commissione e personalizzati per laureati e laureandi; quadri e dirigenti di imprese, di organismi ed enti; imprenditori, giovani imprenditori e professionisti.
- Organizzazione di conferenze, seminari e workshop.
- Orientamento professionale dei giovani.
- Assistenza a giovani imprenditori diretta alla creazione di nuove imprese; assistenza ad imprenditori dedicata allo sviluppo di imprese esistenti.
- Attività di ricerca riguardante lo sviluppo socio-economico del territorio (anche all'estero).
- Sviluppo di relazioni internazionali per l'integrazione economica, culturale e religiosa mediante la stipula di partnership ed accordi.

Nell'ambito di queste attività la Fondazione è tra le prime otto istituzioni italiane che, nel 1991, ottengono l'accreditamento del Master in Direzione d'Impresa dall'ASFOR (Associazione Italiana per la Formazione Manageriale). Nel 1999 è l'unica istituzione che realizza, in contemporanea, quattro Master con i requisiti di qualità dell'ASFOR: MDI (Master in Direzione d'Impresa), MIT (Master Internazionale del Turismo, MIM (Master in Marketing) e QSA (Master in Gestione Integrata dei Sistemi Qualità, Sicurezza e Ambiente). Nel 2002, unica istituzione formativa italiana, viene inserita in qualità di Socio dalla storica e prestigiosa Accademia dei Lincei, nell'“Associazione degli Amici dell'Accademia dei Lincei”; nello stesso anno riceve dal Presidente della Repubblica la Targa d'Argento quale riconoscimento per l'alto valore formativo dell'Ente. Nel 2003 è l'unica istituzione che realizza, in contemporanea, cinque Master con i requisiti di qualità
dell'ASFOR: MDI (Master in Direzione d'Impresa), MIM (Master in Marketing), QSA (Master in Gestione Integrata dei Sistemi Qualità, Sicurezza e Ambiente), MIPA (Master per l'Innovazione dei Processi Amministrativi) e MLT (Master in Logistica e Trasporti). Nel 2004 riceve dal Presidente la Medaglia del Senato della Repubblica quale riconoscimento per l'alto valore formativo dell'Ente; nello stesso anno viene prescelta dalle autorità degli Emirati Arabi Uniti come unica istituzione italiana referente per l'organizzazione del primo “U.A.E.–ITALY Economic Partnership Forum” in programmazione per l'8-10 giugno 2005 presso la Fiera di Milano. Nel 2005 ha attivato un programma denominato “The Intercultural Project” per lo sviluppo delle relazioni culturali e commerciali con i paesi del Mediterraneo e del Golfo Persico per contribuire sia al processo di integrazione che a favorire nuove relazioni economiche; nello stesso anno riceve dal Presidente la Medaglia della Camera dei Deputati quale riconoscimento per l'alto valore formativo dell'Ente. Nel 2006 è l'unica istituzione italiana che ha firmato un Memorandum of Understanding con Sheikh Nahyan bin Mubarak Al Nahyan, Ministro dell'Università e della Ricerca Scientifica degli Emirati Arabi Uniti e tre Agreements con le Università Governative (Zayed University, Higher College of Technology, United Arab Emirates University) per la formazione dei giovani studenti emiratini presso la propria sede di Vietri sul Mare; nello stesso anno ha ottenuto il Certificate of Equivalency dal Ministero dell'Università e della Ricerca Scientifica degli Emirati Arabi Uniti, unica istituzione al Mondo senza una sede in loco. Il 29 gennaio 2007, in occasione del Ventennale della Fondazione, sotto il Patrocinio del Ministero delle Comunicazioni, la Divisione Filatelica di Poste Italiane ha emesso un francobollo del valore di euro 0,60 in tre milioni di copie. Grazie alla ultra ventennale attività ed all'ufficio placement della Fondazione, più di 2400 giovani del Mezzogiorno hanno trovato occupazione in aziende nazionali ed internazionali.

## Collaborazioni
La Fondazione Antonio Genovesi è associata:
- Associazione degli Amici dell'Accademia dei Lincei;
- ASFOR - Associazione Italiana per la Formazione Manageriale;
- Sistemi Formativi Confindustria (SFC);
- Confindustria Salerno.

La Fondazione Antonio Genovesi Salerno è stata inoltre accreditata dall'AICA come test center per il rilascio della patente europea del computer ECDL.